# Bobby Burns (calciatore)
Bobby Burns (Belfast, 7 ottobre 1999) è un calciatore nordirlandese, difensore del Galway Utd.

## Caratteristiche tecniche
È un mediano.

## Carriera

### Nazionale
Il 26 marzo 2018 ha esordito con la nazionale Under-21 nordirlandese disputando il match di qualificazione per gli Europei del 2019 pareggiato 0-0 contro l'Islanda.

## Palmarès

### Club

#### Competizioni nazionali
- Irish Cup: 1

Glenavon: 2015-2016